# Ole Wivel
Ole Wivel född 29 september 1921, död 30 maj 2004, var en dansk författare. 

## Biografi
Wivel debuterade som författare 1940. I sin lyrik gick han från krigsfärgad pessimism när han slog igenom med I fiskens tegn (1948), för att sedan gå mot en allt mer religiös hållning i sina följande verk som Jævndøgnselegier (1949), Maanen (1952) och Gravskrifter (1970).
Åren 1950-1951 var han redaktör för tidskriften Heretica tillsammans med Martin A. Hansen. 1951-1953 var han lärare vid Askov Højskole och förståndare på Krogerup Højskole (1964-1965). Från 1964 var han medlem av Danska akademien.
Han har även varit direktör för Gyldendals Forlag åren (1954-1963) och (1971-1980).